# Josef Podbrdský
Josef Podbrdský (17. února 1847 Vlašim – 20. září 1930 Vlašim) byl rakouský právník a politik české národnosti z Čech, profesně i politicky působící na Moravě; poslanec Moravského zemského sněmu.

## Biografie
Narodil se ve Vlašimi. V rodném městě vychodil národní školu. Jeho pedagogem byl otec spisovatele Serváce Hellera. Pak navštěvoval v letech 1860–1868 gymnázium v Jihlavě a následně studoval práva na Karlo-Ferdinandově univerzitě v Praze. Studia dokončil roku 1872. Získal titul doktora práv. Od roku 1872 byl na soudní praxi a od roku 1873 auskultantem. Profesně působil na Moravě. V roce 1874 nastoupil na krajský soud v Jihlavě. Roku 1875 se stal adjunktem u okresního soudu v Břeclavi. V letech 1878–1886 působil u krajského soudu v Jihlavě. Roku 1887 se stal okresním soudcem a soudním přísedícím v Telči, v roce 1897 vrchním radou zemského soudu v Brně. Při odchodu na penzi získal titul dvorního rady. Na penzi žil v rodné Vlašimi. Byl politicky a veřejně aktivní. Již coby soudce v Telči byl členem a předsedou místní Občanské Besedy a rovněž členem Národní jednoty pro jihozápadní Moravu, ve které se angažoval i po odchodu do Brna. V období let 1900–1905 byl jejím místopředsedou, od roku 1905 do roku 1906 předsedou této české menšinové organizace.
Koncem 19. století se zapojil i do vysoké politiky. V zemských volbách v roce 1890 byl zvolen na Moravský zemský sněm, kde zastupoval kurii městskou, obvod Dačice, Telč, Slavonice, Jemnice. Mandát zde obhájil v zemských volbách v roce 1896, zemských volbách v roce 1902 a zemských volbách v roce 1906. V posledně jmenovaných volbách šlo (po volební reformě) o mírně pozměněný český volební obvod Moravské Budějovice, Dačice, Telč atd. v kurii měst. Ve volbách roku 1890 je uváděn jako mladočesky orientovaný kandidát. V roce 1896 je uváděn jako český kompromisní kandidát (v četných obvodech došlo k předběžné koordinaci a dohodě o vzájemné podpoře mezi staročechy a mladočechy). Ve volbách roku 1902 ho některé dobové zdroje zmiňují coby staročecha, ovšem byl pouze opět společným kandidátem staro- a mladočechů. Patřil k mladočeské straně, respektive k její moravské odnoži, Lidové straně na Moravě. Ve volbách roku 1906 kandidoval coby mladočech.
Na sněmu zasedal v odboru pro obecní záležitosti, po jistou dobu i petičním výboru a imunitního odboru (v něm zastával i funkci jeho předsedy). Podporoval budování železničních drah, zejména propojení Brna a jihozápadní Moravy.
Zemřel v září 1930. Pochován byl v rodinné hrobce v Jihlavě.